# Maßraum
Ein Maßraum ist eine spezielle mathematische Struktur, die eine essentielle Rolle in der Maßtheorie und dem axiomatischen Aufbau der Stochastik spielt.

## Definition
Das Tripel {\displaystyle (\Omega ,{\mathcal {A}},\mu )} heißt Maßraum, wenn 
- {\displaystyle \Omega } eine beliebige, nichtleere Menge ist. {\displaystyle \Omega } wird dann auch Grundmenge genannt.
- {\displaystyle {\mathcal {A}}} eine σ-Algebra über der Grundmenge {\displaystyle \Omega } ist.
- {\displaystyle \mu } ein Maß ist, das auf {\displaystyle {\mathcal {A}}} definiert ist.

Alternativ kann man einen Maßraum auch als einen Messraum {\displaystyle (\Omega ,{\mathcal {A}})} versehen mit einem Maß {\displaystyle \mu } definieren.

## Beispiele
Ein einfaches Beispiel für einen Maßraum sind die natürlichen Zahlen als Grundmenge {\displaystyle \Omega =\mathbb {N} }, als σ-Algebra wählt man die Potenzmenge {\displaystyle {\mathcal {A}}={\mathcal {P}}(\mathbb {N} )} und als Maß das Diracmaß auf der 1: {\displaystyle \mu =\delta _{1}}.
Ein bekannter Maßraum ist die Grundmenge {\displaystyle \mathbb {R} }, versehen mit der borelschen σ-Algebra {\displaystyle {\mathcal {B}}(\mathbb {R} )} und dem Lebesgue-Maß. Dies ist der kanonische Maßraum in der Integrationstheorie.
Die in der Wahrscheinlichkeitstheorie verwendeten Wahrscheinlichkeitsräume {\displaystyle (\Omega ,{\mathcal {A}},P)}  sind allesamt Maßräume. Sie bestehen aus der Ergebnismenge {\displaystyle \Omega }, der Ereignisalgebra {\displaystyle {\mathcal {A}}} und dem Wahrscheinlichkeitsmaß {\displaystyle P}.

## Klassen von Maßräumen

### Endliche Maßräume
Ein Maßraum {\displaystyle (\Omega ,{\mathcal {A}},\mu )} wird ein endlicher Maßraum oder auch beschränkter Maßraum genannt, wenn das Maß der Grundmenge endlich ist, also {\displaystyle \mu (\Omega )<\infty } ist.

### σ-endliche Maßräume
Eine Maßraum wird ein σ-endlicher Maßraum oder σ-finiter Maßraum genannt, wenn das Maß σ-endlich (bezüglich der σ-Algebra {\displaystyle {\mathcal {A}}}) ist.

### Vollständige Maßräume
Ein Maßraum heißt vollständig, wenn jede Teilmenge einer Nullmenge bezüglich des Maßes wieder messbar ist, also in der σ-Algebra liegt.

### Signierte Maßräume
Ist {\displaystyle {\mathcal {A}}} eine σ-Algebra über der Grundmenge {\displaystyle \Omega } und {\displaystyle \nu } ein signiertes Maß auf dieser σ-Algebra, so nennt man das Tripel {\displaystyle (\Omega ,{\mathcal {A}},\nu )} einen signierten Maßraum.

### Separable Maßräume
Ein Maßraum {\displaystyle (\Omega ,{\mathcal {A}},\mu )} heißt ein separabler Maßraum, wenn ein abzählbares Mengensystem {\displaystyle {\mathcal {S}}\subset {\mathcal {A}}} existiert, so dass für alle {\displaystyle A\in {\mathcal {A}}} und beliebige {\displaystyle \varepsilon >0} ein {\displaystyle S\in S} existiert, so dass {\displaystyle \mu (A\triangle S)<\varepsilon } ist.

### Zerlegbare Maßräume
Zerlegbare Maßräume treten auf, wenn man den Satz von Radon-Nikodým allgemeiner formulieren will als nur für σ-endliche Maßräume.

### Lokalisierbare Maßräume
Auf lokalisierbaren Maßräumen lassen sich messbare Funktionen, die auf Mengen endlichen Maßes übereinstimmen zu einer lokal messbare Funktion zusammensetzen.